# Scooby-Doo: Az operaház fantomjai
A Scooby-Doo: Az operaház fantomjai (eredeti cím: Scooby-Doo! Stage Fright) 2013-ban bemutatott amerikai televíziós 2D-s számítógépes animációs film, amelynek a rendezője Victor Cook, a producerei Victor Cook és Alan Burnett, az írói Doug Langdale és Candie Langdale, a zeneszerzője Robert J. Kral. A film a Warner Bros. Animation gyártásában készült a Warner Home Video és forgalmazásában jelent meg. Műfaját tekintve filmvígjáték.
Amerikában 2013. augusztus 20-án mutatták be DVD-n, Magyarországon pedig 2013. augusztus 16-án jelent meg, szintén DVD-n.

## Cselekmény
A történet szerint a Rejtély Rt. Chicagoba utazik, ahol megrendezésre kerül a Talent Star tehetségkutató műsor. Diána és Fred a műsor döntőjébe jutottak egy általuk szerzett számmal, miközben titokban Scooby és Bozont is indulni készül egy zongoraszámmal. Azonban a műsor helyszíne egy rossz hírű operaház, amiben egy fantom él és próbálja tönkretenni a műsort, ezt azonban a csapat nem hagyja.

## Szereplők
| Szereplő                                                          | Eredeti hang      | Magyar hang     |
| ----------------------------------------------------------------- | ----------------- | --------------- |
| Scooby-Doo                                                        | Frank Welker      | Vass Gábor      |
| Fred                                                              | Frank Welker      | Markovics Tamás |
| Bozont                                                            | Matthew Lillard   | Fekete Zoltán   |
| Diána                                                             | Grey DeLisle      | Hámori Eszter   |
| Vilma                                                             | Mindy Cohn        | Madarász Éva    |
| Emma Gale                                                         | Isabella Acres    | Kántor Kitty    |
| Lance Damon / Fantom                                              | Troy Baker        | Juhász Zoltán   |
| K.T.                                                              | Eric Bauza        | Kisfalusi Lehel |
| Mel Richmond                                                      | Jeff Bennett      | Kapácsy Miklós  |
| Brick Pimiento                                                    | Wayne Brady       | Seder Gábor     |
| Lotte Lavoie                                                      | Vivica A. Fox     | Nádasi Veronika |
| Dewey Ottoman                                                     | Peter MacNicol    | Szokol Péter    |
| Barb Damon                                                        | Candi Milo        | Kiss Eszter     |
| A nagy Pauldini                                                   | John O'Hurley     | Bácskai János   |
| Steve Trilby                                                      | Paul Rugg         | Háda János      |
| Nancy                                                             | Tara Sands        | Törtei Tünde    |
| Hírolvasó                                                         | Tara Strong       | Törtei Tünde    |
| Waldo                                                             | Travis Willingham | Epres Attila    |
| Chrissy Damon                                                     | Ariel Winter      | Berkes Boglárka |
| További magyar hang                                               |                   |                 |
| Kis-Kovács Luca, Martin Adél, Mesterházy Gyula, Sipos Eszter Anna |                   |                 |